# Robustanoplodera taiyal
Robustanoplodera taiyal är en skalbaggsart som beskrevs av Michitaka Shimomura 1993. Robustanoplodera taiyal ingår i släktet Robustanoplodera och familjen långhorningar.
Artens utbredningsområde är Taiwan. Inga underarter finns listade i Catalogue of Life.